# Necydalis mizunumai
Necydalis mizunumai är en skalbaggsart som beskrevs av Keiichi Kusama 1974. Necydalis mizunumai ingår i släktet stekelbockar, och familjen långhorningar.
Artens utbredningsområde är Taiwan. Inga underarter finns listade i Catalogue of Life.